# Susret hrvatskoga duhovnoga književnoga stvaralaštva Stjepan Kranjčić
Susret hrvatskoga duhovnoga književnoga stvaralaštva Stjepan Kranjčić je hrvatska književnička godišnja manifestacija koja se održava u Križevcima od 2009. godine. Jedini je književni susret u Hrvatskoj posvećen duhovnoj književnosti protkanoj kršćanskim vrednotama, a okrenut kratkim književnim žanrovima: pjesništva, kratke priče, putopisa, eseja i monodrame.
Ime nosi po Stjepanu Kranjčiću, križevačkom župniku na glasu svetosti, svećeniku Zagrebačke nadbiskupije koji je bio suradnik nadbiskupa bl. Alojzija Stepinca i žrtva komunističkoga režima, ali po provenijenciji pisac medtiacija, pjesama i kraćih proznih oblika duhovnoga nadahnuća. Održava se pod pokroviteljstvom Grada Križevaca, a u organizaciji Udruge za promicanje znamenitih Križevčana »Dr. Stjepan Kranjčić«.

## Nagrađeni autori
- Dodatak:Popis nagrađenih autora Susreta hrvatskoga duhovnoga književnoga stvaralaštva Stjepan Kranjčić

## Vanjske poveznice
- Susret hrvatskoga duhovnoga književnoga stvaralaštva Stjepan Kranjčić, službeno mrežno mjesto